# 264

## Esdeveniments
- Xina: Sun Hao succeeix Sun Xiu, com a emperador de Wu Oriental.
- Palmira: Odenat ocupa Nísibis i Carres.

## Naixements
- Judea: Eusebi de Cesarea, bisbe de Cesarea de Palestina i pare de l'Església. (m. 339)

## Necrològiques
- 3 de setembre, Jianye, Xina: Sun Xiu, emperador de Wu Oriental.
- Alexandria: Dionís, patriarca.
- Clarmont d'Alvèrnia, Gàl·lia: Cassi de Clarmont, màrtir.